# Kabinett Bidault I

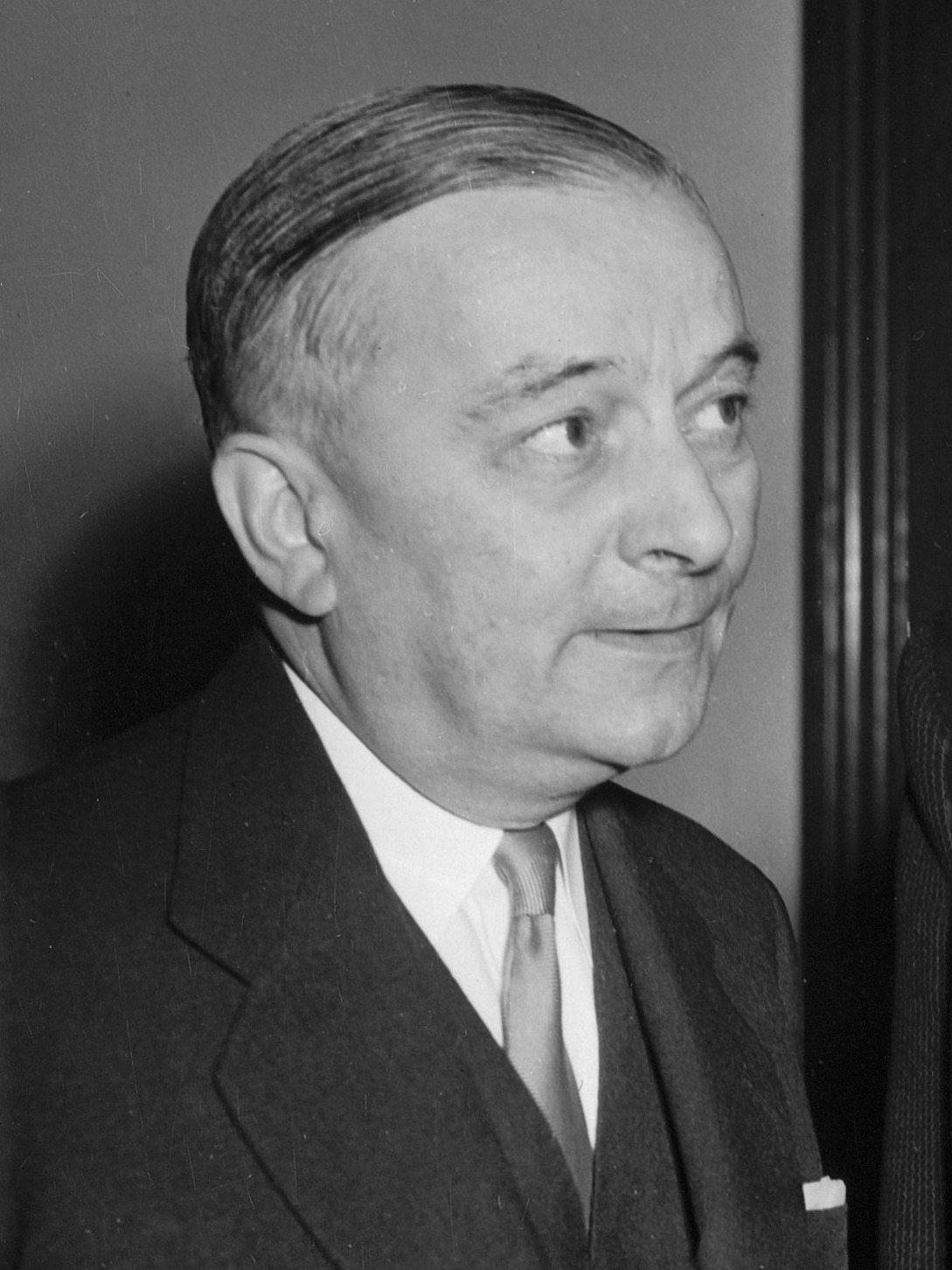
Georges Bidault war 1946 Premierminister

Das erste Kabinett Bidault wurde in Frankreich am 24. Juni 1946 von Premierminister Georges Bidault als provisorische Regierung der Französischen Republik gebildet und löste das Kabinett Gouin ab. Am 16. Dezember 1946 wurde das Kabinett durch das Kabinett Blum III abgelöst. Dem Kabinett gehörten Vertreter von Mouvement républicain populaire (MRP), Section française de l’Internationale ouvrière (SFIO), Parti communiste français (PCF) und Parti républicain, radical et radical-socialiste (PRRRS) an.

## Minister
Dem Kabinett gehörten folgende Minister an:
| Amt                                           | Name                    | Beginn der Amtszeit | Ende der Amtszeit |
| --------------------------------------------- | ----------------------- | ------------------- | ----------------- |
| Premierminister                               | Georges Bidault         | 24. Juni 1946       | 16. Dezember 1946 |
| Vize-Premierminister                          | Félix Gouin             | 24. Juni 1946       | 16. Dezember 1946 |
| Vize-Premierminister                          | Maurice Thorez          | 24. Juni 1946       | 16. Dezember 1946 |
| Staatsminister                                | Francisque Gay          | 24. Juni 1946       | 16. Dezember 1946 |
| Staatsminister                                | Alexandre Varenne       | 24. Juni 1946       | 16. Dezember 1946 |
| Siegelbewahrer, Justizminister                | Pierre-Henri Teitgen    | 24. Juni 1946       | 16. Dezember 1946 |
| Außenminister                                 | Georges Bidault         | 24. Juni 1946       | 16. Dezember 1946 |
| Innenminister                                 | Édouard Depreux         | 24. Juni 1946       | 16. Dezember 1946 |
| Minister für die Streitkräfte                 | Edmond Michelet         | 24. Juni 1946       | 16. Dezember 1946 |
| Rüstungsminister                              | Charles Tillon          | 24. Juni 1946       | 16. Dezember 1946 |
| Finanzminister                                | Robert Schuman          | 24. Juni 1946       | 16. Dezember 1946 |
| Minister für nationale Wirtschaft             | François de Menthon     | 24. Juni 1946       | 16. Dezember 1946 |
| Landwirtschaftsminister                       | François Tanguy-Prigent | 24. Juni 1946       | 16. Dezember 1946 |
| Minister für industrielle Produktion          | Marcel Paul             | 24. Juni 1946       | 16. Dezember 1946 |
| Minister für nationale Bildung                | Marcel-Edmond Naegelen  | 24. Juni 1946       | 16. Dezember 1946 |
| Minister für öffentliche Arbeiten und Verkehr | Jules Moch              | 24. Juni 1946       | 16. Dezember 1946 |
| Minister für die Überseegebiete               | Marius Moutet           | 24. Juni 1946       | 16. Dezember 1946 |
| Minister für Arbeit und soziale Sicherheit    | Ambroise Croizat        | 24. Juni 1946       | 16. Dezember 1946 |
| Minister für Post, Telegrafie und Telefonie   | Jean Letourneau         | 24. Juni 1946       | 16. Dezember 1946 |
| Minister für Wiederaufbau und Stadtplanung    | François Billoux        | 24. Juni 1946       | 16. Dezember 1946 |
| Minister für öffentliche Gesundheit           | René Arthaud            | 24. Juni 1946       | 16. Dezember 1946 |
| Minister für Bevölkerung                      | Robert Prigent          | 24. Juni 1946       | 16. Dezember 1946 |
| Minister für Veteranen und Kriegsopfer        | Laurent Casanova        | 24. Juni 1946       | 16. Dezember 1946 |
| Ernährungsminister                            | Yves Farge              | 8. Juli 1946        | 16. Dezember 1946 |
| Staatssekretär beim Premierminister           | André Colin             | 24. Juni 1946       | 16. Dezember 1946 |